# Oenochroma stillans
Oenochroma stillans är en fjärilsart som beskrevs av Lucas 1900. Oenochroma stillans ingår i släktet Oenochroma och familjen mätare. Inga underarter finns listade i Catalogue of Life.